# Raión de Kirawsk
Kirawsk (en bielorruso: Кіраўскі раён) es un raión o distrito de Bielorrusia, en la provincia (óblast) de Maguilov. 
Comprende una superficie de 1296 km².

## Demografía
Según estimación 2010 contaba con una población total de 22352 habitantes.